# Говедо
Говедо (лат. Bovini) је припадник племена у оквиру породице шупљорожаца. Ово племе обухвата пет савремених родова дивљих животиња, од којих је бројне представнике човек припитомио. Карактерише их крупна грађа тела, рогови код оба пола и специфичности зуба.

## Порекло говеда
Говеда су настала у миоцену, пре око 9 милиона година, у областима Азије јужно од Хималаја. Њихови предаци се могу препознати у раним представницима парафилетског племена Boselaphini. Након настанка, говеда су ширила свој ареал из Азије у Европу, Африку и Северну Америку. Диверзификација у засебне врсте и ширење ареала говеда поклапају се са великим променама климе и вегетације крајем миоцена.
Еволуцију говеда од сродних антилопа пратило је мењање исхране (трофичке димензије еколошке нише). Исхрана се проширује на разноврсна биљна влакна која се могу наћи на отвореним стаништима, што омогућује преживљавање у условима периодичног исушивања станишта у јужној Азији током краја миоцена.

## Филогенија племена
У оквиру племена могуће је разликовати две групе: подплеме правих говеда Bovina и подплеме бивола Bubalina. Ове две групе раздвојиле су се у периоду пре 5–8 милиона година. Подплеме Bovina је ушао у еволуциону стазу и тек пре око 2 милиона година почео да се диверзификује у савремене родове и врсте. Молекуларно-филогенетским истраживањима установљене су три линије у овом подплемену: линија која води ка индомалајским говедима (гаур, купреј, бантенг), линија која води ка европском дивљем говеду (тур, зебу и домаће говедо) и линија која води ка јаку и бизону.
Племе Bovini:
- Потплеме 
  - Род права говеда (Bos)
    - Тур
 †
    - Бантенг

    - Гаур

    - Гајал

    - Јак

    - Домаћи јак

    - Домаће говедо

    - Зебу

    - Купреј


  - Род бизони
    - Амерички бизон

    - Европски бизон

    - Степски бизон
 †

  - Род сиола (Pseudoryx)
    - Сиола
 (Pseudoryx nghetinhensis)

  - Род  †
- Потплеме 
  - Род водени биволи (Bubalus)
    - Индијски биво

    - Водени биво

    - Аноа

    - Планинска аноа

    - Филипинска аноа (или тамарау)


  - Род афрички биво (Syncerus)
    - Афрички биво


  - Род  †

## Галерија
- Телећи ембрион стар око 1 месец у амнионској кеси (22 мм.)